# Nelson Eddy

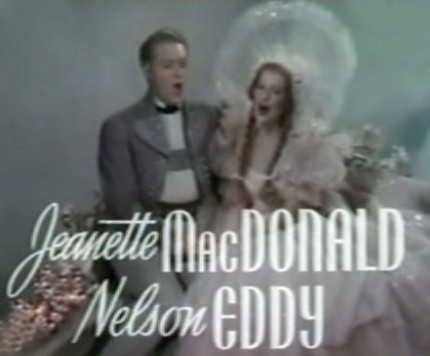
Nelson Eddy och Jeanette MacDonald i trailern till Kärleksduetten (1938).

Nelson Eddy, född 29 juni 1901 i Providence, Rhode Island, död 6 mars 1967 i Palm Beach, Florida, var en amerikansk sångare och skådespelare.
Eddy hade bakgrund inom operan. Tillsammans med Jeanette MacDonald spelade han i en rad romantiska filmoperetter, vilka var enorma kassasuccéer under 1930-talet, till exempel Marietta (1935), Rose-Marie (1936) och En gång i maj (1937). Nelson Eddy och Jeanette MacDonald är filmhistoriens populäraste sångarpar och de kallades för "the Singing Sweethearts".
Deras sista film tillsammans var Hon var en ängel 1942 och därefter dalade Eddys popularitet snabbt. Han fortsatte dock att uppträda på nattklubbar och att ge en och annan konsert. 1967, under en konsert i Palm Beach, Florida, kollapsade han på scenen och dog av ett slaganfall.

## Filmografi i urval
- 1935 – Marietta
- 1936 – Rose-Marie
- 1937 – En gång i maj
- 1938 – Kärleksduetten
- 1940 – Nymånen
- 1940 – Kärleksdrömmen
- 1942 – Hon var en ängel
- 1943 – Fantomen på Stora Operan
- 1946 – Spela för mig[1]